# Kokoro Fujii
Kokoro Fujii (jap. 藤井 快 Fujii Kokoro; * 30. November 1992) ist ein japanischer Sportkletterer.

## Karriere
Fujii begann im Kletterclub seiner Schule zu klettern. Er nimmt an Wettkämpfen im Bouldern, Lead, Speed und Kombination teil. Sein erster internationaler Elite-Wettkampf war der Weltcup 2012 in Mokpo. Er wurde 21. im Lead.
2016 gewann er zum ersten Mal den Japan Cup im Bouldern. Im gleichen Jahr gewann er seinen ersten Weltcup im Bouldern in Navi Mumbai, gefolgt von seinem zweiten Sieg in Vail. 2016 wurde er Zweiter im Gesamtweltcup im Bouldern. 2017 gewann er die Asienmeisterschaften im Bouldern und im Lead. 2018 wurde er Asienmeister in Lead und Kombination.
2019 nahm er am Qualifikationsturnier für die Olympischen Spiele in Tokio teil, das er gewann, sich aber nicht qualifizieren konnte, da die Quoten für japanische Athleten bereits erfüllt waren. Im selben Jahr gewann er die Asienmeisterschaft im Lead und wurde Zweiter im Bouldern und der Kombination.
Im Jahr 2021 beschloss er, seinen Job aufzugeben und Profi zu werden. Im selben Jahr wurde er Weltmeister im Bouldern und Zweiter im Gesamtweltcup.
2022 wurde er Zweiter an den World Games im Bouldern. Zudem wurde er an den Asienmeisterschaften Dritter im Lead und Zweiter in der neuen olympischen Kombination „Boulder & Lead“.